# حسينيون (سلالة حاكمة)
سلالة الحُسينيين الحاكمة أو السلالة الحسينية الحاكمة هي إحدى سلالات العلويين الهاشمية القرشية، التي حكمت فترات زمنية ومناطق مختلفة من الدولة الإسلامية، وتنتسب إلى الحسين بن علي بن أبي طالب، سبط الرسول محمد، وتتسمّى به. استطاعت أفرع من هذه السلالة أن تؤسس دولًا وإمارات وتحكم طيلة قرون من الزمن. وقد دخلت، بنزاعات عديدة، مع الأمويين والعباسيين، وكانت ضمن ما عُرف عبر التاريخ بثورات العلويين، وكانت معركة كربلاء، ومقتل الحسين مع أهله فيها، قد أعطى لهذه السلالة دفعًا ثوريًا ودعمًا أكثر من سواها من السلالات العلوية. ومن أشهر السلالات الحُسينية التي حكمت، سلالة الحسن بن علي الأطروش مؤسس الدولة العلوية في طبرستان، سلالة عبيد الله المهدي مؤسس الدولة الفاطمية، وسلالة القواسم الحاكمة في عدد من إمارات الخليج العربي.